# Åse Idland
Åse Idland, née le 2 avril 1973 à Sandnes, est une biathlète norvégienne.

## Carrière
Elle est médaillée d'argent par équipes aux Championnats du monde 1994.
Elle participe également aux Jeux olympiques d'hiver de 1992. 
Dans la Coupe du monde, elle gagne son premier et unique relais lors de la saison 1994-1995 à Pokljuka. Son meilleur résultat individuel est une cinquième place obtenue au début de la saison 1991-1992 à Hochfilzen.

### Jeux olympiques d'hiver
| Épreuve / Édition   | Individuel | Sprint | Relais |
| ------------------- | ---------- | ------ | ------ |
| JO 1992 Albertville | 27e        | -      | -      |

Légende :
- — : pas de participation à l'épreuve.

### Championnats du monde
| Épreuve / Édition      | individuel                       | Sprint                           | Poursuite                        | Départ en masse                  | Relais                           | Course par équipes       |
| Mondiaux 1993 Borovets | 36e                              | 20e                              | Épreuve inexistante à cette date | Épreuve inexistante à cette date | 9e                               | 4e                       |
| Mondiaux 1994 Canmore  | Épreuve inexistante à cette date | Épreuve inexistante à cette date | Épreuve inexistante à cette date | Épreuve inexistante à cette date | Épreuve inexistante à cette date | Médaille d'argent, monde |

Légende :

 : deuxième place, médaille d'argent

 : épreuve inexistante à cette date

— : pas de participation à cette épreuve

### Coupe du monde
- Meilleur classement général : 19e en  1992-1993 et 1994.
- Meilleur résultat individuel : 5e.
- 5 podiums en relais : 1 victoire, 2 deuxièmes places et 2 troisièmes places.